# 蒂姆·福斯特
蒂姆·福斯特（英語：Tim Foster，1970年1月19日—），英国男子赛艇运动员。他曾代表英国参加1992年、1996年和2000年夏季奥林匹克运动会赛艇比赛，获得一枚金牌和一枚铜牌。